# Sans un bruit : Jour 1
Série Sans un bruit
Sans un bruit 2
(2022) Sans un bruit 3
Pour plus de détails, voir Fiche technique et Distribution.
Sans un bruit : Jour 1 ou Un coin tranquille : Jour 1 au Québec (A Quiet Place: Day One) est un film américain réalisé par Michael Sarnoski et sorti en 2024.
Il s'agit d'un film dérivé de la série de films Sans un bruit.

## Synopsis
Avant les évènements liés à la famille Abbott, Samira, une jeune femme en phase terminale de cancer, se rend dans un théâtre new-yorkais avec d'autres patients de son centre de soin. Elle est également accompagnée de son chat Frodo. Une fois le spectacle terminé, ils assistent à une pluie d'objets similaires à des chutes de météorites. Il s'agit en réalité d'une invasion extraterrestre. Les survivants comprennent que les créatures sont très sensibles au bruit. Après le chaos, Samira va tenter de retrouver son chat. Se sachant condamnée, elle n'a qu'un seul objectif : manger une dernière pizza chez Patsy's. Elle fera la rencontre d'Eric, un étudiant britannique complètement désemparé et esseulé. Ils tenteront de rejoindre le South Street Seaport, d'où partent des bateaux remplis de survivants.

## Fiche technique
Sauf indication contraire, les informations mentionnées dans cette section peuvent être confirmées par les bases de données cinématographiques IMDb et Allociné,  présentes dans la section « Liens externes ».
- Titre français : Sans un bruit : jour 1
- Titre original : A Quiet Place: Day One
- Titre québécois : Un coin tranquille : Jour 1[1]
- Réalisation : Michael Sarnoski
- Scénario : Michael Sarnoski, d'après une histoire de John Krasinski et Michael Sarnoski, d'après les personnages créés par Scott Beck et Bryan Woods
- Musique : Alexis Grapsas
- Direction artistique : Sophie Bridgman, Nick Dent, Dominique Law, Albert McCausland, Alasdair McKay, Christopher Minard et Remo Tozzi
- Décors : Simon Bowles et Neil Floyd
- Costumes : Bex Crofton-Atkins
- Photographie : Patrick Scola
- Montage : Andrew Mondshein et Gregory Plotkin
- Production : Michael Bay, Andrew Form, Brad Fuller et John Krasinski
  - Production déléguée : Vicki Dee Rock et Allyson Seeger
- Sociétés de production : Paramount Pictures, Platinum Dunes et Sunday Night Productions
- Société de distribution : Paramount Pictures
- Budget : 67 millions de dollars
- Pays de production :  États-Unis
- Langue originale : anglais
- Format : couleur - 35 mm / Digital - 2,39:1 - son Dolby Digital / Dolby Atmos / IMAX 6-Track
- Genre : thriller, drame, horreur, science-fiction
- Durée : 99 minutes
- Dates de sortie[2] : 
  - France, Belgique, Suisse romande : 26 juin 2024[3],[4],[5]
  - États-Unis, Québec : 28 juin 2024[1]
- Classification[6] :
  - États-Unis : accord parental recommandé, film déconseillé aux moins de 13 ans (certificat #54798) (PG-13 - Parents Strongly Cautioned)[7],[N 1]
  - France : tous publics avec avertissement[8],[N 2]

## Distribution
- Lupita Nyong'o (VF : Ludmilla Dabo ; VQ : Marie-Evelyne Lessard) : Samira « Sam »
- Joseph Quinn (VF : Cyril Descours ; VQ : Nicolas Centeno Benoît) : Eric
- Alex Wolff (VF : Clément Moreau ; VQ : Nicholas Savard L'Herbier) : Reuben
- Djimon Hounsou (VF : Frantz Confiac) : Henri
- Eliane Umuhire : Zena

 Source et légende : version française (VF) sur RS Doublage et carton cinématographique du doublage français ; version québécoise (VQ) sur Doublage.qc.ca

## Production

### Genèse et développement
En novembre 2020, Paramount Pictures annonce qu'un film dérivé, ayant le même univers que Sans un bruit (A Quiet Place, 2018), est en cours, avec Jeff Nichols en tant que scénariste et réalisateur, d'après une histoire originale de John Krasinski. Ce dernier en sera producteur, avec Michael Bay, Andrew Form et Brad Fuller,,. Le projet réunit les entreprises communes Paramount Pictures, Platinum Dunes et Sunday Night Productions.
En mai 2021, John Krasinski annonce que le script est terminé et le dépose à la société. En octobre, Jeff Nichols abandonne son poste de réalisation à cause de différences créatives, et la société cherche un remplaçant. En janvier 2022, Michael Sarnoski est choisi comme réalisateur.
En avril 2022, au CinemaCon, le titre officiel du film est annoncé : A Quiet Place: Day One,,.

### Attribution des rôles
En novembre 2022, Lupita Nyong'o et Joseph Quinn sont engagés.
En janvier 2023, Alex Wolff les rejoint. En mars, Djimon Hounsou reprend son rôle du leader de la colonie, venant de Sans un bruit 2 (A Quiet Place Part II). En fin avril, Denis O'Hare est choisi pour un rôle.

### Tournage
Le tournage commence le 2 janvier 2023, à Londres. Il a également lieu à New York.

## Accueil

### Sortie
Initialement prévue pour le 31 mars 2023, puis le 22 septembre 2023, la sortie américaine a eu lieu le 28 juin 2024 aux États-Unis,,.
En France, il est sorti le 26 juin 2024, sous le titre Sans un bruit : jour 1.

### Box-office
Sans un bruit : Jour 1 a rapporté 139 millions de $ aux États-Unis et au Canada, et 122,9 millions de dollars dans d'autres territoires, pour un total mondial de 261,9 millions de dollars
Aux États-Unis et au Canada, Sans un bruit : Jour 1 est sorti en même temps que Horizon : Une saga américaine, chapitre 1 et devrait rapporter entre 40 et 50 millions de dollars dans 3 707 cinémas lors de son premier week-end d'après les estimations,. Le film a rapporté 22,5 millions de $ le premier jour, dont 6,8 millions de $ pour les avant-premières du jeudi soir, résultats qui sont les meilleures de la série. Il a ensuite fait ses débuts avec 52,2 millions de $, marquant le meilleur week-end d'ouverture de la franchise tout en terminant deuxième derrière Vice-versa 2. Anthony D'Alessandro de Deadline.com attribue cet exploit aux vagues de chaleur qui ont incité les gens à se rendre dans les cinémas, à une activité importante (66 % des spectateurs ont acheté des billets le jour de leur projection) et à la participation d'un public diversifié (le week-end d'ouverture, 32 % se sont identifiés comme hispaniques et latinos, soit plus que les 28 % du premier film). Les formats IMAX et Premium Large Formats (PLF) ont représenté 39 % des recettes, IMAX en particulier engendrant 11 % des recettes du week-end. Le film a ensuite rapporté 20,6 millions de $ lors de son deuxième week-end, terminant en troisième position, et 11,4 millions de $ lors de son troisième week-end, terminant en quatrième position,.
Au niveau international, le film rapporte 45,5 millions de $ sur 59 marchés étrangers, soit une augmentation de 4 % par rapport au week-end d'ouverture du deuxième volet. Les plus gros marchés ont été la Chine (9,8 millions de dollars), le Mexique (4,7 millions de dollars), le Royaume-Uni (3,9 millions de dollars), l'Australie (2,6 millions de dollars) et la Corée du Sud (2,5 millions de dollars).
En France, Sans un bruit : Jour 1 prend la quatrième place du box-office la semaine de sa sortie avec 399 075 entrées, ce qui constitue le meilleur démarrage de la saga. Il finit son exploitation avec 870 114 entrées.